# Miroslava montana
Miroslava montana är en tvåvingeart som beskrevs av Sifner 1999. Miroslava montana ingår i släktet Miroslava och familjen kolvflugor.
Artens utbredningsområde är Yunnan (Kina). Inga underarter finns listade i Catalogue of Life.